# Carlos Clerc
Carlos Clerc Martínez (Badalona, 21 de febrero de 1992) es un futbolista español que juega como defensa. Desde enero de 2025 se encuentra sin equipo tras la rescisión su contrato con el Elche Club de Fútbol.

## Trayectoria
Formado en las categorías inferiores del R. C. D. Espanyol, alcanzó el primer filial en Segunda B en 2010. Llegó a debutar en el primer equipo en 2013. Sin embargo, en enero de 2014 fue cedido al C. E. Sabadell, donde permaneció temporada y media.
La temporada siguiente volvió a ser cedido, esta vez al Girona F. C. A finales de agosto de 2016, tras hacer la pretemporada con el Espanyol, rescindió contrato y fichó por el C. A. Osasuna.
El 27 de junio de 2019 firmó por tres temporadas con el Levante U. D. Durante ese periodo de tiempo disputó 85 partidos, y el 21 de julio de 2022 se unió al Elche C. F. para las siguientes dos campañas. Finalmente estuvo dos y media, en las que jugó 72 encuentros, y se le rescindió el contrato en enero de 2025 por los problemas físicos que había tenido durante la temporada.

## Clubes
| Club                    | País   | División    | Año       | Partidos | Goles |
| ----------------------- | ------ | ----------- | --------- | -------- | ----- |
| R. C. D. Espanyol "B"   | España | 3.ª y 2.ª B | 2010-2014 | 78       | 5     |
| R. C. D. Espanyol       | España | 1.ª         | 2013      | 3        | 0     |
| C. E. Sabadell (cedido) | España | 2.ª         | 2014-2015 | 35       | 0     |
| Girona F. C. (cedido)   | España | 2.ª         | 2015-2016 | 45       | 1     |
| C. A. Osasuna           | España | 1.ª y 2.ª   | 2016-2019 | 98       | 2     |
| Levante U. D.           | España | 1.ª         | 2019-2022 | 85       | 0     |
| Elche C. F.             | España | 1.ª y 2.ª   | 2022-2025 | 72       | 0     |